# Russisch basketbalteam (vrouwen)
Het Russisch nationaal basketbalteam is een team van basketballers dat Rusland vertegenwoordigt in internationale wedstrijden.
De Sovjet-Unie was met de vele behaalde kampioenschappen een van de beste basketballanden ter wereld. Na de val van het communisme in 1991 heeft Rusland deze hegemonie slechts deels kunnen compenseren. Het team werd Europees kampioen in 2003, 2007 en 2011 en werd drie keer tweede tijdens het Wereldkampioenschap basketbal (in 1998, 2002 en 2006).

## Rusland tijdens internationale toernooien

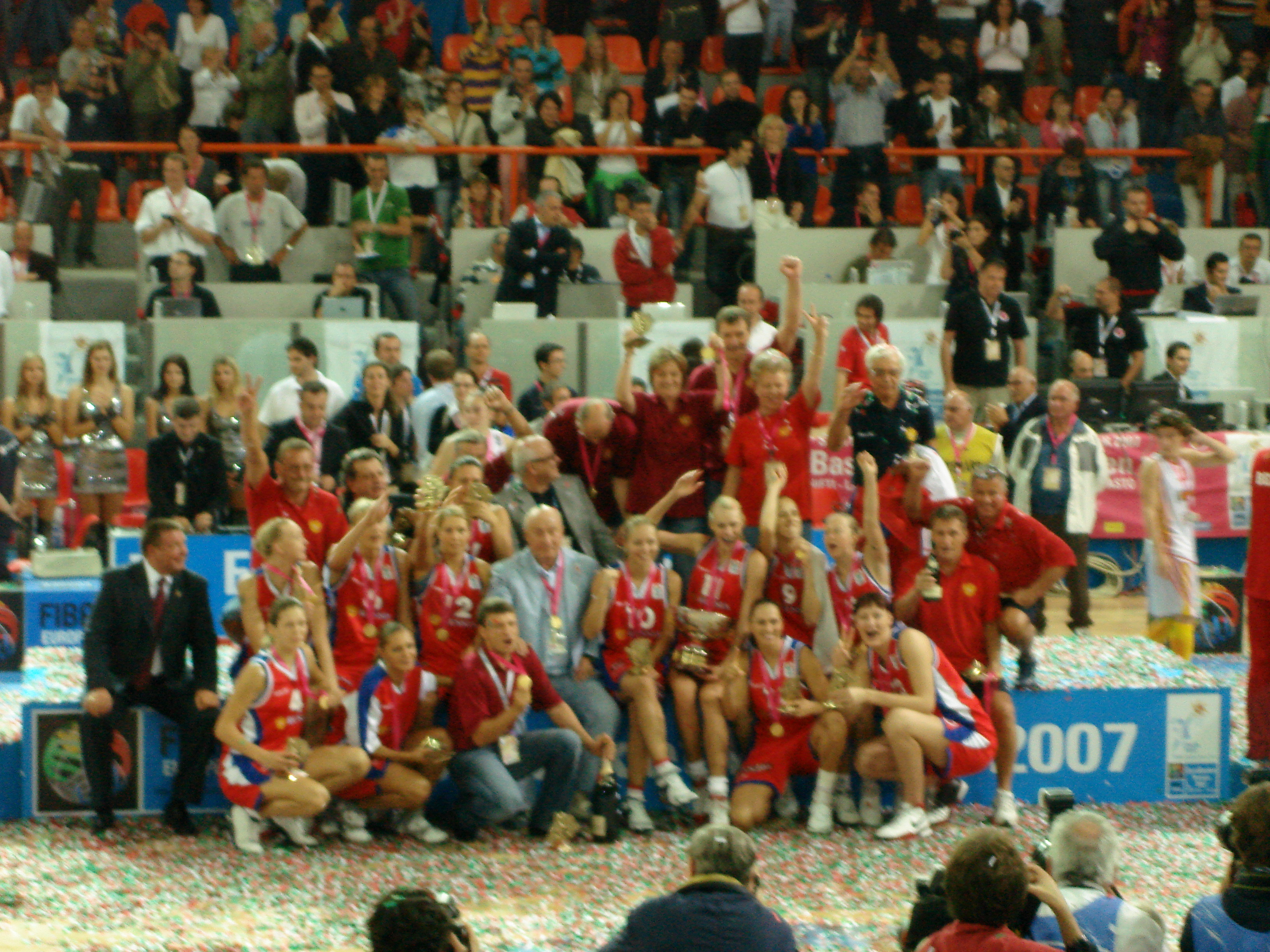
Rusland Europees kampioen 2007.

### Wereldkampioenschap basketbal
- Wereldkampioenschap basketbal vrouwen 1998:
- Wereldkampioenschap basketbal vrouwen 2002:
- Wereldkampioenschap basketbal vrouwen 2006:
- Wereldkampioenschap basketbal vrouwen 2010: 7e
- Wereldkampioenschap basketbal vrouwen 2014: niet gekwalificeerd
- Wereldkampioenschap basketbal vrouwen 2018: niet gekwalificeerd
- Wereldkampioenschap basketbal vrouwen 2022: uitgesloten ¹

¹ Als reactie op de Russische invasie van Oekraïne in 2022 werd Rusland uitgesloten van deelname

### Eurobasket
- Eurobasket vrouwen 1995:
- Eurobasket vrouwen 1997: 6e
- Eurobasket vrouwen 1999:
- Eurobasket vrouwen 2001:
- Eurobasket vrouwen 2003:
- Eurobasket vrouwen 2005:
- Eurobasket vrouwen 2007:
- Eurobasket vrouwen 2009:
- Eurobasket vrouwen 2011:
- Eurobasket vrouwen 2013: 13e
- Eurobasket vrouwen 2015: 6e
- Eurobasket vrouwen 2017: 9e
- Eurobasket vrouwen 2019: 8e
- Eurobasket vrouwen 2021: 6e
- Eurobasket vrouwen 2023: uitgesloten ¹
- Eurobasket vrouwen 2025: uitgesloten ¹

¹ Als reactie op de Russische invasie van Oekraïne in 2022 werd Rusland uitgesloten van deelname

### Olympische Spelen
- Olympische Spelen 1996: 5e
- Olympische Spelen 2000: 6e
- Olympische Spelen 2004:
- Olympische Spelen 2008: 3
- Olympische Spelen 2012: 4e
- Olympische Spelen 2016: niet gekwalificeerd
- Olympische Spelen 2020: niet gekwalificeerd
- Olympische Spelen 2024: uitgesloten ¹

¹ Als reactie op de Russische invasie van Oekraïne in 2022 werd Rusland uitgesloten van deelname

### Goodwill Games
- Goodwill Games 1994: 4e

## Coaches
- Jevgeni Gomelski (1992)
- Anatoli Mysjkin (1992-1993)
- Igor Groedin (1994-1995)
- Vadim Kapranov (1996)
- Anatoli Mysjkin (1997-1998)
- Jevgeni Gomelski (1998-2000)
- Vadim Kapranov (2001-2004)
- Igor Groedin (2005-2008)
- Valeri Tichonenko (2009)
- Boris Sokolovski (2010-2012)
- Alfredas Vainauskas (2012-2013)
- Anatoli Mysjkin (2013-2015)
- Aleksandr Vasin (2015-2017)
- Olaf Lange (2017-2019)
- Aleksandr Kovaljov (2019-heden)

## Aanvoerders
- Irina Roetkovskaja (1993-2000)
- Jevgenia Nikonova (2001)
- Jelena Baranova (2002-2004)
- Maria Stepanova (2005-2007)
- Irina Sokolovskaja (2008)
- Ilona Korstin (2009-2010)
- Svetlana Abrosimova (2011)
- Irina Osipova (2012)
- Jevgenia Beljakova (2013-2019)